# The New York Review of Books
The New York Review of Books (NYREV eller NYRB) är en amerikansk tidskrift som kommer ut tjugo gånger om året och innehåller artiklar om litteratur, kultur och politik. Tidskriften ges ut i New York.  
The New York Review of Books grundades 1963 av Robert B. Silvers och Barbara Epstein, tillsammans med förläggaren A. Whitney Ellsworth och författaren Elizabeth Hardwick. Silvers och Epstein var redaktörer tillsammans fram till Epsteins död 2006. År 2007 hade The New York Review of Books en upplaga på cirka 140 000 exemplar.